# Tadten
Tadten (węg. Tetény) – gmina w Austrii, w kraju związkowym Burgenland, w powiecie Neusiedl am See. 1 stycznia 2014 liczyła 1,23 tys. mieszkańców.